# The Wolverine
The Wolverine (titulada Wolverine inmortal en Hispanoamérica y Lobezno inmortal en España) es una película estadounidense perteneciente a la saga X-Men y ubicada temporalmente luego de X-Men: The Last Stand (X-Men 3). Está protagonizada por Hugh Jackman y dirigida por James Mangold. Su estreno internacional se produjo el 24 de julio de 2013.
Esta entrega, basada en la serie de Chris Claremont y Frank Miller, presenta a un Wolverine que está pasando uno de los momentos más oscuros de su vida hasta que una joven asiática le convence para que vaya a Japón, donde una persona de su pasado le espera.

## Argumento
En 1945, Logan se encuentra en un campo de prisioneros de guerra japonés cerca de Nagasaki. Durante el bombardeo atómico de Nagasaki, Logan rescata a un oficial llamado Ichirō Yashida y lo protege de la explosión atómica.
En la actualidad, Logan vive como un ermitaño en Yukón, atormentado por las constantes alucinaciones de Jean Grey, a quien se vio obligado a matar. Él es encontrado por Yukio, una mutante con la capacidad de predecir la muerte de la gente, quien fue enviada por Yashida, ahora el CEO de una tecnología zaibatsu. Ichirō Yashida, que está muriendo de cáncer, quiere que Yukio traiga a Logan a Tokio, Japón para que pueda pagar su deuda de vida. En Tokio, Logan conoce al hijo de Yashida, Shingen, y su nieta, Mariko. Yashida se ofrece a transferir las habilidades curativas de Logan a su propio cuerpo, para sanar su cáncer y aliviar a Logan de su casi inmortalidad, algo que Logan ve más como una maldición. Pero Logan se niega y se prepara para salir al día siguiente. Esa noche, la Dra. Green de Yashida (también conocida como Viper) introduce algo en el cuerpo de Logan, sin embargo Logan lo descarta como un sueño.
A la mañana siguiente, le informan a Logan que Yashida ha muerto. En el funeral, unos gánsteres Yakuza disfrazados como los asistentes del funeral intentan secuestrar a Mariko, pero Logan y Mariko escapan juntos en la expansión urbana de Tokio. Logan recibe un disparo y descubre que sus heridas no sanan tan rápido como deberían. Después de dejar fuera de combate a más Yakuzas en un tren bala, Logan y Mariko se esconden en un hotel de amor local. Mientras Logan montaba guardia, la constante pérdida de sangre de sus heridas causa que se desmaye, posteriormente Logan es atendido de emergencia por un veterinario quien es el nieto de la dueña del hotel donde se hospedaban. Mientras tanto, el guardaespaldas de Yashida, Harada, se encuentra con la Dra. Green, quien después de demostrar sus poderes mutantes, le pide que encuentre a Logan y Mariko antes que los Yakuza los encuentren primero. Logan y Mariko viajan a la casa de Yashida en Nagasaki, y los dos se enamoran lentamente. Mientras tanto, Yukio tiene una visión de Logan muriendo, y va a advertirle. Antes de que Yukio llegue, Mariko es secuestrada por los Yakuza. Después de interrogar a uno de los secuestradores, Logan y Yukio enfrentan al prometido de Mariko, el corrupto ministro de Justicia, Noburo Mori. Este les confiesa que conspiró con Shingen para matar a Mariko porque Yashida dejó el control de la compañía a Mariko en su testamento, y no a Shingen, después de escuchar la versión de Mori, Logan lo lanza por la ventana haciendo que éste caiga por accidente en la piscina del hotel.
Mariko es llevada ante Shingen en la mansión Yashida, cuando unos ninjas liderados por Harada atacan y la llevan lejos. Logan y Yukio llegan más tarde. Para descubrir por qué su capacidad de curación está fallando, Logan usa la máquina de rayos X de Yashida y descubre que tiene un parásito robótico unido a su corazón, suprimiendo su capacidad curativa. Arriesgando su vida, Logan se abre el pecho con sus garras y extrae el dispositivo aunque el proceso casi lo lleva al borde de la muerte. Durante la operación, Shingen los ataca, pero Yukio pelea contra Shingen el tiempo suficiente para que Logan se recupere y mate a Shingen. Logan sigue el rastro de Mariko al pueblo de nacimiento de Yashida, donde es capturado por los ninjas de Harada. Logan es colocado en una máquina por la Dra. Green, quien revela sus planes para extraer su factor de curación y le presenta al Silver Samurai, un traje electromecánico de armadura japonesa con espadas energizadas hechas de adamantium. Mariko se escapa de Harada, quien cree que está actuando en interés de Mariko, y logra liberar a Logan de la máquina. Harada ve el error de su camino e intenta ayudar a Logan y Mariko pero es asesinado por el Samurai de Plata mientras ayudaba a Logan a escapar.
Logan lucha contra el Samurái de Plata, mientras tanto Yukio llega y mata a la Dra. Green. Durante el combate, el Samurái de Plata le corta a Logan las garras de adamantium de su mano derecha con su espada hecha del mismo metal, más adelante Logan consigue quitarle una de estas espadas y la usa para cortarle el casco al robot. Justo cuando Logan cree haber obtenido la victoria, inesperadamente el Samurái de Plata se levanta y le corta las garras restantes de su mano izquierda para comenzar a extraer las habilidades curativas de Logan, revelándose que el Samurái de Plata es Yashida, quien había fingido su muerte. Yashida comienza a rejuvenecer, pero Mariko interviene y apuñala a Yashida con las garras cortadas de Logan, mientras que Logan se recupera, regenera sus garras originales de hueso y mata a Yashida. Logan se derrumba y tiene una alucinación final de Jean, en la que decide finalmente dejarla ir. Mariko se convierte en la CEO de Yashida Industries y se despide de Logan mientras se prepara para salir de Japón. Yukio promete quedarse al lado de Logan como su guardaespaldas, y se van a lugares desconocidos.
En una escena de mitad de los créditos, Logan regresa a Estados Unidos dos años después y es encontrado en el aeropuerto por Erik Lehnsherr, quien le advierte de una nueva y grave amenaza para la raza mutante, y Charles Xavier, a quien Logan daba por muerto a causa de Jean la última vez.

## Reparto
- Hugh Jackman como Logan / Wolverine / Lobezno
- Tao Okamoto como Mariko Yashida.
- Rila Fukushima como Yukio.
- Hiroyuki Sanada como Shingen Yashida.
- Svetlana Khodchenkova como Viper / Víbora.
- Haruhiko Yamanouchi como Ichirō Yashida / Samurái de Plata.
- Ken Yamamura como Ichirō Yashida joven.
- Will Yun Lee como Kenuichio Harada.
- Brian Tee como Noburo Mori.
- Famke Janssen como Jean Grey / Fénix (sueños e ilusiones de Logan).
- Patrick Stewart como Charles Xavier / Profesor X (cameo).
- Ian McKellen como Erik Lehnsherr / Magneto (cameo).

## Doblaje
| Actor                 | Personaje                   | Actor/Actriz de doblaje | Actor/Actriz de doblaje |
| --------------------- | --------------------------- | ----------------------- | ----------------------- |
| Hugh Jackman          | Logan / Wolverine / Lobezno | Humberto Solórzano      | Gabriel Jiménez         |
| Tao Okamoto           | Mariko Yashida              | Christine Byrd          | Cecilia Santiago        |
| Rila Fukushima        | Yukio                       | Marisol Romero          | Danai Querol            |
| Hiroyuki Sanada       | Shingen Yashida             | Paco Mauri              | José Padilla            |
| Svetlana Khodchenkova | Víbora                      | Erica Edwards           | Mercedes Cepeda         |
| Will Yun Lee          | Kenuichio Harada            | Héctor Gómez Gil        | Eduardo del Hoyo        |
| Haruhiko Yamanouchi   | Ichirō Yashida              | Roberto Mendiola        | Luis Mas                |
| Ken Yamamura          | Ichirō Yashida (joven)      | Carlos Hernández        | Cholo Moratalla         |
| Famke Janssen         | Jean Grey                   | Verónica López Treviño  | Pepa Castro             |
| Brian Tee             | Noburo Mori                 | Manuel Campuzano        | Miguel Ángel Montero    |
| Kenny Low             | Hombre armado               | José Antonio Macías     |                         |
| Ryuta Kimura          | Hitoshi                     | José Antonio Macías     | Aitor González          |
| Patrick Stewart       | Charles Xavier / Profesor X | Guillermo Coria         | Javier Franquelo        |
| Ian McKellen          | Erik Lehnsherr / Magneto    | José Lavat              | Pepe Mediavilla         |
|                       | Insertos                    | Enrique Perera          |                         |

## Producción
I won’t lie to you, I have been talking to writers… I’m a big fan of the Japanese saga in the comic book.
No te mentiré, he estado hablando con los escritores... Soy un gran fan de la saga japonesa en el cómic.
Hugh Jackman

En septiembre de 2009, Gavin Hood especuló que habría una secuela de X-Men Origins: Wolverine, que sería filmada en Japón, como continuación de la escena de los créditos de X-Men Origins: Wolverine en la que Logan es visto en un bar nipón. Esta localización no fue introducida en la primera película porque Hugh Jackman sentía que antes debían establecer quién era Wolverine y como se había convertido en quien es. La ambientación está basada en las series de Claremont y Miller de la que Jackman dijo que era su favorita. Sobre el arco narrativo japonés, Jackman también comentó que:

..there are so many areas of that Japanese story, I love the idea of this kind of anarchic character, the outsider, being in this world - I can see it aesthetically, too - full of honor and tradition and customs and someone who’s really anti-all of that, and trying to negotiate his way. The idea of the samurai, too - and the tradition there. It’s really great. In the comic book he gets his ass kicked by a couple of samurai - not even mutants. He’s shocked by that at first.
...hay tantas áreas en esa historia japonesa, me encanta la idea de este tipo de personaje anárquico, el forastero, estando en este mundo - puedo verlo estéticamente también - lleno de honor y tradición y costumbres y alguien que es realmente antitodo eso, y tratando de negociar a su manera. La idea del samurái también - y la tradición de allí. Es todo genial. En el cómic su trasero es pateado por un par de samuráis - ni siquiera mutantes. Ésto le impacta al principio.
Hugh Jackman

Jackman añadió que otra película más sobre Wolverine sería un complemento más que una continuación de X-Men: The Last Stand. Antes del lanzamiento de Wolverine, Lauren Shuler Donner propuso a Simon Beaufoy la escritura del guion, pero él no se sentía suficientemente seguro para implicarse. El 5 de mayo de 2009, solo cuatro días después del primer fin de semana de estreno, la secuela fue oficialmente confirmada.
Christopher McQuarrie, quien no fue acreditado por su trabajo en X-Men, fue contratado para escribir el guion para la secuela de Wolverine en agosto de 2009. De acuerdo con Lauren Shuler Donner, la secuela se centrará en la relación entre Wolverine y Mariko Yashida, la hija de un mafioso japonés, y de lo que le sucede en Japón. Wolverine tendrá un estilo distinto de lucha debido a que "habrá samuráis, ninjas, katanas, diferentes artes marciales - mano-a-mano, lucha extrema." Continúa: "Queremos hacerla auténtica así que creemos que es muy probable que filmemos en Japón. Creo que es probable que los personajes hablen inglés en vez de japonés con subtítulos." En enero de 2010, en los Premios People's Choice, Jackman afirmó que la película comenzaría su rodaje en algún momento de 2011, y en marzo de 2010 McQuarrie declaró que el guion estaba terminado para que la producción comenzara en enero del siguiente año. Por aquel entonces algunas fuentes indicaron que Darren Aronofsky estaba en negociaciones para dirigir la película después de que Singer rechazara la oferta. Siendo confirmado en octubre de 2010.
Jackman comentó que con Darren Aronofsky dirigiendo, no sería "normal", diciendo: "Esto, por suerte para mí, va a ser original. Va a ser la mejor, espero... [...] Él es algo oscuro... Pero, ya sabes, esto es un cambio de ritmo. Chris McQuarrie, que escribió Sospechosos habituales, ha escrito el guion, así que eso puede darte una pista. (Aronofsky) Va a hacerlo fantástico. Va a haber carne en los huesos. Algo sobre lo que pensar cuando dejes el cine."
En noviembre de 2010, Aronofsky confirmó que el título de la película será The Wolverine y describió la película como un one-off más que una secuela, ya que no tendría nada que ver con la película anterior de Wolverine Ese mismo mes, Fox Filmed Entertainment envió una nota de prensa diciendo que habían firmado con Darren Aronofsky y su productora Protozoa Pictures para un nuevo acuerdo global de dos años donde Protozoa desarrollaría y produciría películas tanto para 20th Century Fox como Fox Searchlight Pictures. La primera película sería The Wolverine. Se barajó un inicio de rodaje para marzo de 2011 en Nueva York antes de mudarse a Japón.
En marzo de 2011, Aronofsky anunció su retiro del proyecto como director preocupado por pasar demasiado tiempo fuera del país en un momento delicado, ya que se encontraba en plena separación de su prometida Rachel Weisz y necesitaba resolver la custodia de su hijo. Después de una intensa búsqueda se anunció a James Mangold como nuevo director, este ya había dirigido a Hugh Jackman en 2002 en Kate & Leopold.
Además de sustituir a Aronovsky y de tener que posponer la fecha de rodaje, también hubo que cambiar la localización debido a que el terremo de marzo de 2011 en Japón suponía un quebradero de cabeza logístico, se optó grabar en Vancouver en octubre. Finalmente esta fecha tampoco fue viable debido a los conflictos de rodaje que suponía para que Hugh Jackman pudiera unirse al reparto Los miserables. Después de diversos aplazamientos y negociaciones se fijó como fecha definitiva agosto de 2012 en Australia.
En julio comenzó el proceso de casting y se anunció la incorporación de Hiroyuki Sanada, Hal Yamanouchi, Tao Okamoto, Rila Fukushima, Will Yun Lee y Brian Tee a la película. La última en incorporarse a la película fue la actriz rusa Svetlana Khodchenkova como Viper después de que Jessica Biel aparentemente rechazara interpretar el personaje. Durante varios meses desde el comienzo del rodaje corrió el rumor de que habría un cameo de un actor de la saga original en esta película hasta que fue confirmado por el mismo Hugh, pero aunque no especificó de quién se tratará si aseguró que será un X-Men. Finalmente, el 25 de marzo, se pudo comprobar en el primer teaser de la película que se trataba de Famke Janssen.
A principios de mayo de 2013 se realizó un reshoot en Canadá mientras Hugh grababa X-Men: días del futuro pasado.

## Mercadotecnia
El 29 de octubre de 2012, el director James Mangold y el actor Hugh Jackman ofreció una charla en directo desde el plató de la película. La charla tuvo lugar en el sitio web oficial y la cuenta oficial de YouTube de la película.
El primer tráiler de The Wolverine fue presentado de forma conjunta para el mercado estadounidense e internacional el 27 de marzo de 2013. Empire Magazine dijo: "Todo esto es muy alentador, del director James Mangold, un hombre que, obviamente, no tiene miedo de ajustar el material original para servir a sus propios fines." Dicho tráiler se adjuntó a la proyección en cines de G.I. Joe: Retaliation. El segundo táiler estadounidense fue presentado en CinemaCon en Las Vegas, Nevada el 18 de abril de 2013 y el tercero fue estrenado el 21 de mayo de 2013. El segundo tráiler internacional fue presentado el 13 de junio de 2013.
El 20 de julio de 2013, 20th Century Fox incluyó The Wolverine, junto con Dawn of the Planet of the Apes y X-Men: días del futuro pasado, en su panel de San Diego Comic-Con, donde Hugh Jackman y James Mangold presentaron nuevas escenas de la película.
20th Century Fox se asoció con automóviles y motocicletas de la empresa Audi para promover la película con su coche deportivo Audi R8 y su moto Ducati. Otros socios incluyen azúcar de marca de chicle 5 y casual comedor restaurante de la empresa Red Robin.

## Versión extendida
The Wolverine fue lanzada en DVD, Blu-ray y Blu-ray 3D, el 3 de diciembre de 2013. El conjunto de Blu-ray cuenta con una exclusiva versión extendida no clasificada de la película se refiere como el "Extended Edition Unleashed". Esta versión de la película se proyectó por primera vez en 20th Century Fox Studios el 19 de noviembre de 2013. Contiene 12 minutos de más, incluyendo principalmente una batalla prolongada con ninjas de Harada durante el comienzo de la película de tercer acto, así como material adicional en los momentos de interacción de los personajes.

### Final Alternativo
En el Blu-ray de la película, aparece un final alternativo que supone una ligera ampliación del original. En el final alternativo, Wolverine y Yukio se encuentran en el avión a punto de despegar y justo después de que Yukio le pregunte a donde quiere ir y se proclame su guardaespaldas le entrega una caja, cuando Logan la abre contiene el icónico traje amarillo de Wolverine de los cómics.

## Nominaciones
- 2013 - Hollywood Film Awards: Hollywood Movie Award[46]
- 2014 - People's Choice Awards:[47]
  - Mejor Película de Acción
  - Mejor Actor de Acción para Hugh Jackman

## Recepción
El portal Rotten Tomatoes le da una puntuación de 69%, sobre la base de una recopilación de 215 reseñas diciendo que "Aunque su acto final sucumbe a las travesuras habituales caricaturescas, The Wolverine es una película de superhéroes que se las arregla para permanecer fiel a los cómics, manteniendo a los espectadores casuales entretenidos." IMDb le da una calificación de 6,8/10. Asimismo Metacritic le da una calificación de 60/100.

## Secuela
En noviembre de 2013, se informó de que 20th Century Fox había comenzado las negociaciones con Jackman y Mangold para regresar a una tercera película protagonizada por Wolverine en solitario. Mangold está negociando ahora con Lauren Shuler Donner para que vuelva a producir la nueva entrega. Mangold dijo que la secuela también se inspirará en relatos populares de cómics de Wolverine.